# لي ريميك
لي ريميك (بالإنجليزية: Lee Remick) هي ممثلة أمريكية (14 ديسمبر 1935 2 يوليو 1991).

## وصلات خارجية
- لي ريميك على موقع IMDb (الإنجليزية)
- لي ريميك على موقع الموسوعة البريطانية (الإنجليزية)
- لي ريميك على موقع روتن توميتوز (الإنجليزية)
- لي ريميك على موقع ألو سيني (الفرنسية)
- لي ريميك على موقع ميوزك برينز (الإنجليزية)
- لي ريميك على موقع تيرنر كلاسيك موفيز (الإنجليزية)
- لي ريميك على موقع أول موفي (الإنجليزية)
- لي ريميك على موقع قاعدة بيانات برودواي على الإنترنت (الإنجليزية)
- لي ريميك على موقع قاعدة بيانات الأفلام السويدية (السويدية)
- لي ريميك على موقع إن إن دي بي (الإنجليزية)

1. لي ريميك في قاعدة بيانات الأفلام على الإنترنت
2. لي ريميك[وصلة مكسورة] في تيرنر كلاسيك موفيز